# Dani Barrio
Daniel Barrio Álvarez (Gijón, Asturias, España, 10 de febrero de 1987) es un futbolista español retirado, que jugó de portero en el Burgos C. F. de la Segunda División de España.

## Trayectoria
Formado en las categorías inferiores del Real Sporting de Gijón, llegó a debutar con el Real Sporting de Gijón "B" antes de pasar por el Ribadesella C. F. y el Club Marino de Luanco, con el que consiguió un ascenso a la Segunda División B. Entre 2011 y 2013 jugó en el Real Oviedo. En 2013 fichó por el C. D. Leganés, donde debutó en Segunda División. Dos años después pasó a la U. D. Melilla, donde se mantuvo durante cuatro temporadas antes de firmar un contrato con el C. D. Numancia de Soria. Tras un año en el conjunto soriano, en agosto de 2020 fichó por el Málaga C. F. hasta 2022. Llegado ese momento se marchó al Burgos C. F.

## Clubes
| Club                       | País   | Año       |
| -------------------------- | ------ | --------- |
| Real Sporting de Gijón "B" | España | 2005-2009 |
| Ribadesella C. F.          | España | 2009-2010 |
| Club Marino de Luanco      | España | 2010-2011 |
| Real Oviedo                | España | 2011-2013 |
| C. D. Leganés              | España | 2013-2015 |
| U. D. Melilla              | España | 2015-2019 |
| C. D. Numancia de Soria    | España | 2019-2020 |
| Málaga C. F.               | España | 2020-2022 |
| Burgos C. F.               | España | 2022-     |